# فن اینگ
فن اینگ (范؛ زادهٔ ۱۲ فوریهٔ ۱۹۸۶) یک بازیکن تنیس روی میز اهل جمهوری خلق چین است.
وی در مسابقات کشوری و بین‌المللی در مجموع برنده ۱ مدال طلا، ۱ مدال نقره شده‌است.